# سيسيدي (كاليفورنيا)
سيسيدي (بالإنجليزية: Seaside)‏ هي إحدى مدن مقاطعة مونتيري، كاليفورنيا. تم إعطاءها لقب مدينة في 13 أكتوبر، 1954.

## التركيبة السكانية
حدّد مكتب تعداد الولايات المتحدة بيانات التركيبة السكانية لسيسيدي في تعداد الولايات المتحدة. في ما يلي، التركيبة السكانية حسب تعدادي 2000 و2010.

### تعداد عام 2000
بلغ عدد سكان سيسيدي 31,696 نسمة بحسب تعداد عام 2000، وبلغ عدد الأسر 9,833 أسرة وعدد العائلات 7,399 عائلة مقيمة في المدينة. في حين سجلت الكثافة السكانية 1,360.9 نسمة لكل كيلومتر مربع (3,524.7/ميل2). وبلغ عدد الوحدات السكنية 11,005 وحدة بمتوسط كثافة قدره 472.5 لكل كيلومتر مربع (1,223.8/ميل2).
وتوزع التركيب العرقي للمدينة بنسبة 49.21% من البيض و12.61% من الأمريكيين الأفارقة و1.04% من الأمريكيين الأصليين و10.09% من الأمريكيين ذوي الأصول الآسيوية و1.29% من سكان جزر المحيط الهادئ و18.41% من الأعراق الأخرى و7.34% من عرقين مختلطين أو أكثر و34.48% من الهسبانيون أو اللاتينيون من أي عرق.
بلغ عدد الأسر 9,833 أسرة كانت نسبة 48% منها لديها أطفال تحت سن الثامنة عشر تعيش معهم، وبلغت نسبة الأزواج القاطنين مع بعضهم البعض 54.8% من أصل المجموع الكلي للأسر، ونسبة 13.9% من الأسر كان لديها معيلات من الإناث دون وجود شريك، بينما كانت نسبة 6.5% من الأسر لديها معيلون من الذكور دون وجود شريكة وكانت نسبة 24.8% من غير العائلات. تألفت نسبة 18.1% من أصل جميع الأسر من عدة أفراد يعيشون في نفس المنزل ونسبة 6.7% كانت تتألف من شخص يعيش بمفرده يبلغ من العمر 65 عاماً أو أكثر. وبلغ متوسط حجم الأسرة المعيشية 3.21، أما متوسط حجم العائلات فبلغ 3.59.
بلغ العمر الوسطي للسكان 29.5 عاماً. وكانت نسبة 30.2% من القاطنين تحت سن الثامنة عشر، وكانت نسبة 11.1% بين الثامنة عشر والرابعة والعشرين عاماً، ونسبة 34.3% كانت واقعةً في الفئة العمرية ما بين الخامسة والعشرين والرابعة والأربعين عاماً، ونسبة 15.8% كانت ما بين الخامسة والأربعين والرابعة والستين، ونسبة 8.4% كانت ضمن فئة الخامسة والستين عاماً فما فوق. يوجد لكل 100 أنثى 103.8 ذكر، ويوجد لكل 100 أنثى في الثامنة عشر من عمرها فما فوق 101.7 ذكر.
بلغ متوسط دخل الأسرة في المدينة 41,393 دولارًا، أما متوسط دخل العائلة فبلغ 43,259 دولارًا. وكان متوسط دخل الذكور 29,204 دولارًا مقابل 26,424 دولارًا للإناث. وسجل دخل الفرد الخاص بالمدينة 15,183 دولارًا. وكانت نسبة 9.3% من العائلات ونسبة 12.1% من السكان تحت خط الفقر، وكان من هؤلاء نسبة 15.1% تحت سن الثامنة عشر ونسبة 7.4% في الخامسة والستين من العمر وما فوق.

### تعداد عام 2010
بلغ عدد سكان سيسيدي 33,025 نسمة بحسب تعداد عام 2010، وبلغ عدد الأسر 10,093 أسرة وعدد العائلات 7,373 عائلة مقيمة في المدينة. في حين سجلت الكثافة السكانية 1,418 نسمة لكل كيلومتر مربع (3,672.6/ميل2). وبلغ عدد الوحدات السكنية 10,872 وحدة بمتوسط كثافة قدره 466.8 لكل كيلومتر مربع (1,209.0/ميل2).
وتوزع التركيب العرقي للمدينة بنسبة 48.38% من البيض و8.43% من الأمريكيين الأفارقة و1.05% من الأمريكيين الأصليين و9.71% من الأمريكيين ذوي الأصول الآسيوية و1.60% من سكان جزر المحيط الهادئ و22.95% من الأعراق الأخرى و7.88% من عرقين مختلطين أو أكثر و43.44% من الهسبانيون أو اللاتينيون من أي عرق.
بلغ عدد الأسر 10,093 أسرة كانت نسبة 43.7% منها لديها أطفال تحت سن الثامنة عشر تعيش معهم، وبلغت نسبة الأزواج القاطنين مع بعضهم البعض 51.8% من أصل المجموع الكلي للأسر، ونسبة 14.2% من الأسر كان لديها معيلات من الإناث دون وجود شريك، بينما كانت نسبة 7% من الأسر لديها معيلون من الذكور دون وجود شريكة وكانت نسبة 26.9% من غير العائلات. تألفت نسبة 19.1% من أصل جميع الأسر من عدة أفراد يعيشون في نفس المنزل ونسبة 6.9% كانت تتألف من شخص يعيش بمفرده يبلغ من العمر 65 عاماً أو أكثر. وبلغ متوسط حجم الأسرة المعيشية 3.16، أما متوسط حجم العائلات فبلغ 3.57.
بلغ العمر الوسطي للسكان 30.6 عاماً. وكانت نسبة 27% من القاطنين تحت سن الثامنة عشر، وكانت نسبة 13.4% بين الثامنة عشر والرابعة والعشرين عاماً، ونسبة 30.7% كانت واقعةً في الفئة العمرية ما بين الخامسة والعشرين والرابعة والأربعين عاماً، ونسبة 20.2% كانت ما بين الخامسة والأربعين والرابعة والستين، ونسبة 8.6% كانت ضمن فئة الخامسة والستين عاماً فما فوق. وتوزع التركيب الجنسي للسكان بنسبة 50.1% ذكور و49.9% إناث.

## أعلام
- جوزيف كولينز
- ماسون فوستر
- لورانس ألكسندر هاردي